# Lars-Uwe Lang
Lars-Uwe Lang (* 26. September 1980 in Wolfsburg) ist ein deutscher ehemaliger Handballspieler.

## Karriere
Der gelernte Landschaftsgärtner lebte – bedingt durch die Tätigkeit seines Vaters bei der Luftwaffe – in seiner Jugend in Portugal, sowie in der Nähe von Frankfurt und Augsburg, ehe er nach Hamburg zog. Bis 2002 spielte Lang anschließend beim Handball-Regionalligisten TSV Ellerbek und ab 2004 bei der Bramstedter TS. 2006 konnte der Kreisläufer 60 Tore erzielen, ein Jahr später 72. Wie auch im späteren Verlauf seiner Karriere machte Lang vor allen Dingen durch seine Leistungen in der Abwehr auf sich aufmerksam, wobei er insbesondere in seinen ersten Regionalligajahren noch eine hohe Anzahl an Zeitstrafen und Roten Karten kassierte.
Zum VfL Bad Schwartau wechselte er 2007. Dort konnte er sich zum „Abwehrchef“ hocharbeiten und feierte 2008 den Aufstieg in die 2. Bundesliga. 2008 konnte er seine erste Saison als Profispieler absolvieren, nach einer schwereren Knieverletzung war die Saison allerdings nach 27 Einsätzen für ihn beendet. Erst Ende 2009 konnte er sein Comeback feiern und absolvierte in der Spielzeit 2009/10 daher nur wenige Spiele. Ab dem Sommer 2011 lief Lang für den SV Henstedt-Ulzburg auf. Mit dem SVHU spielte er in der Saison 2012/13 in die 2. Bundesliga. 2014 beendete er seine Karriere. Von 2016 bis 2019 lief er für den Hamburg-Ligisten HTS/BW96 auf.
Mittlerweile trainiert er eine Jugendmannschaft des SC Alstertal-Langenhorn.

## Saisonstatistiken als Profi-Handballer
| Saison  | Verein            | Spielklasse        | Spiele | Tore | Tore pro Spiel | 7-Meter | Feldtore | Zeitstrafen |
| ------- | ----------------- | ------------------ | ------ | ---- | -------------- | ------- | -------- | ----------- |
| 2008/09 | VfL Bad Schwartau | 2. Bundesliga Nord | 27     | 43   | 1,6            | 0       | 43       | 17          |
| 2009/10 | VfL Bad Schwartau | 2. Bundesliga Nord | 18     | 9    | 0,5            | 0       | 9        | 6           |
| 2010/11 | VfL Bad Schwartau | 2. Bundesliga Nord | 32     | 31   | 1,0            | 0       | 31       | 18          |